# Округ Тарнополь
Округ Тарнополь (нем. Bezirk Tarnopol, Терно́польский уе́зд, пол. Powiat tarnopolski) — административная единица коронной земли Королевства Галиции и Лодомерии в составе Австро-Венгрии, существовавшая в 1867—1918 годах. Административный центр — Тарнополь (ныне Тернополь).
Площадь округа в 1879 году составляла 10,79 квадратных миль (620,86 км2), а население 91 417 человек. Округ насчитывал 88 населённых пунктов, организованные в 78 кадастровых муниципалитета. На территории округа действовало 1 районный суд — в Микулинцах.
После Первой мировой войны округ вместе со всей Галицией отошёл к Польше.